# QUILL
QUILL – amerykański eksperymentalny satelita wojskowy zwiadu radarowego, wyniesiony na orbitę 21 grudnia 1964 roku. Był to jedyny wystrzelony satelita tego typu. Obrazy radarowe terenu przesyłał za pomocą fal radiowych, ponadto rejestrował je na taśmie filmowej, która powróciła na Ziemię w kapsule powrotnej (podobnie jak w przypadku satelitów z programu CORONA). Obrazowano tylko obszary leżące na terenie Stanów Zjednoczonych, by umożliwić weryfikację ze stanem faktycznym terenu oraz uniknąć problemów natury politycznej. Misja zgodnie z planem trwała 4 dni, później wyczerpały się baterie.

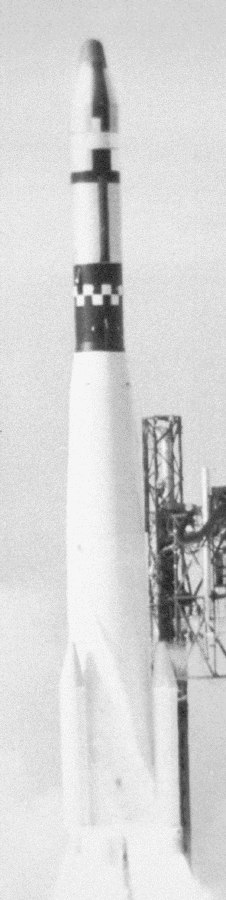
Start rakiety Thor SLV-2A Agena D z satelitą QUILL

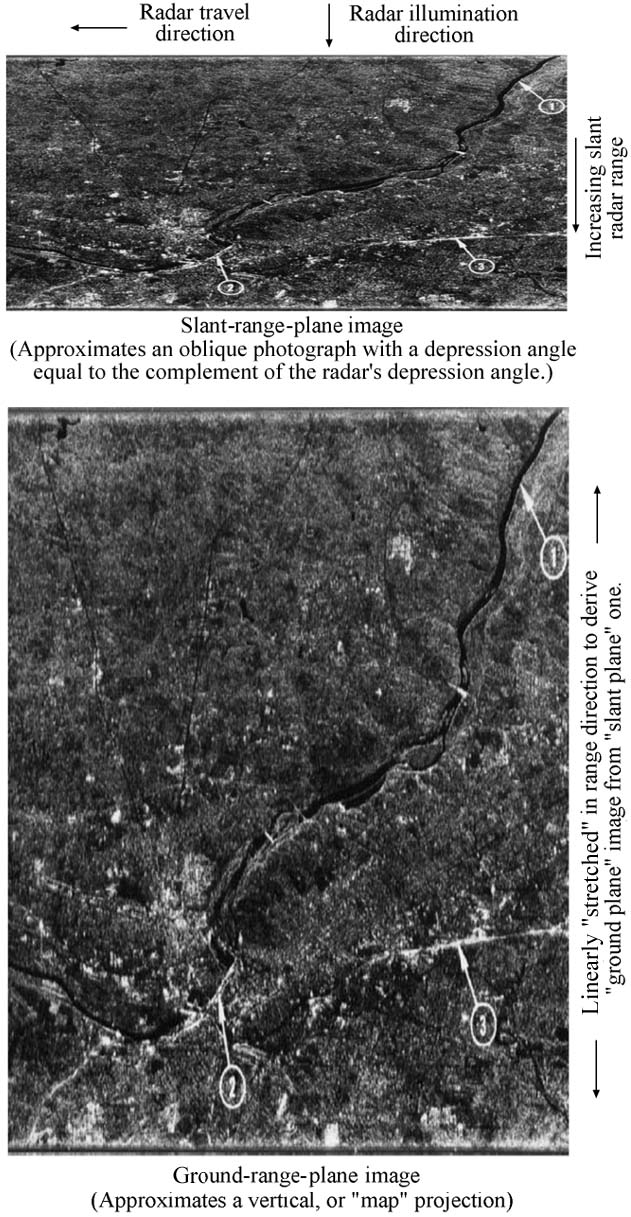
Jeden z obrazów terenu wykonanych przez satelitę QUILL

Satelita został odtajniony dopiero w 2012 roku. Wcześniej sądzono, że należy do serii Ferret.